# Sąd Rejonowy w Tel Awiwie
Sąd Rejonowy w Tel Awiwie (hebr. היכל המשפט, Eichal ha-Miszpat) – siedziba Sądu Rejonowego i Sądu Magistrackiego dla miasta Tel Awiw, w Izraelu.

## Położenie
Budynek sądu jest usytuowany pomiędzy ulicami Weizmana, Shaul HaMelech i Berkovich w osiedlu mieszkaniowym Ha-Cafon ha-Chadasz we wschodniej części Tel Awiwu.
W jego bezpośrednim sąsiedztwie znajduje się centrum kultury Tel Awiw Performing Arts Center, Muzeum Sztuki Tel Awiwu, biurowiec Museum Tower, strefy administracyjno biznesowa Ha-Kirja oraz Centrum Medycznego Tel Awiwu.

## Historia

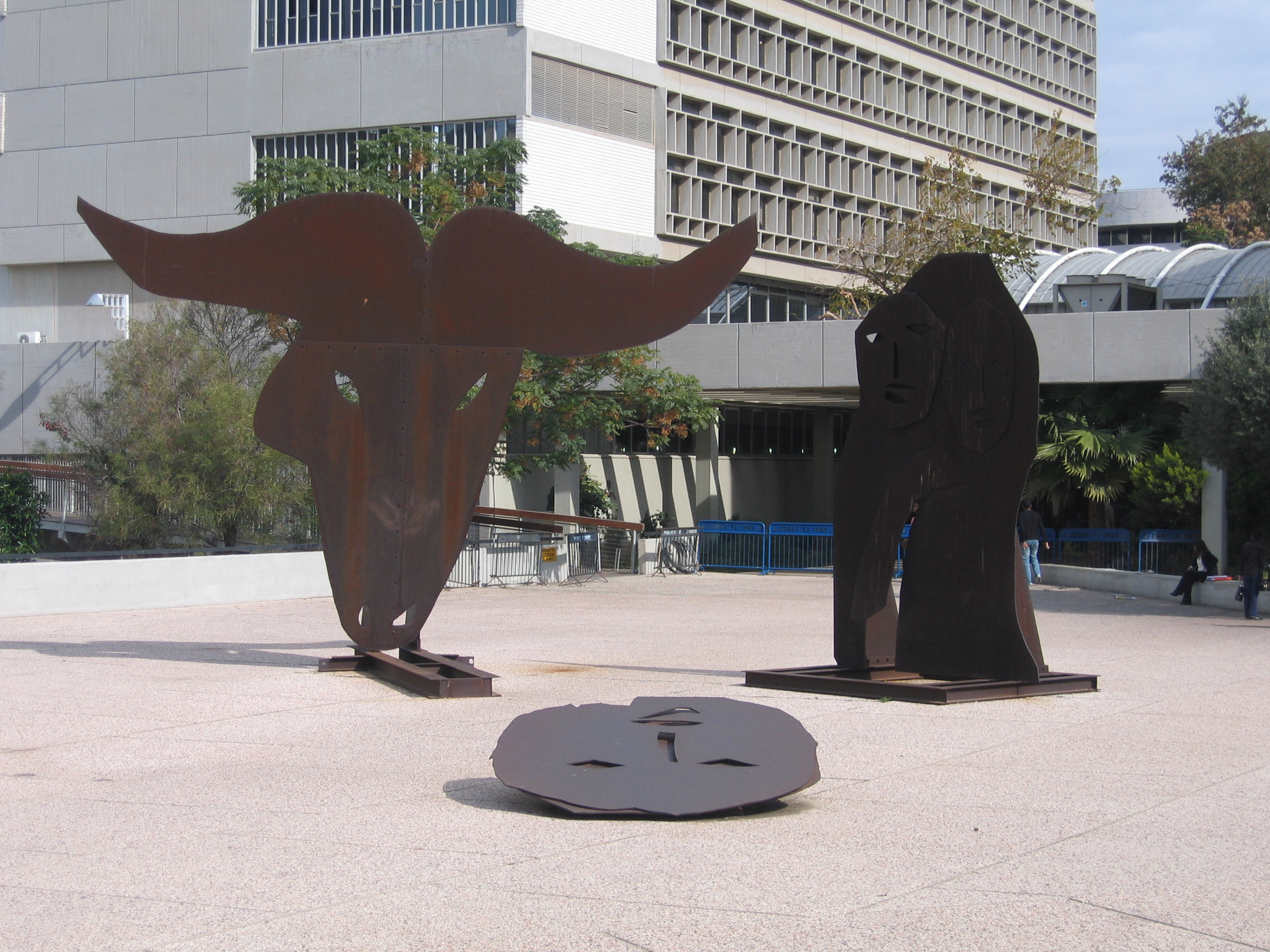
Rzeźba Kadishmana

Pod koniec lat 50. XX wieku władze miejskie przeznaczyły obszar w rejonie ulic Weizmanna, Shaul Hamelech i Leonardo da Vinci, pod zabudowę budynków użyteczności publicznej. Budynek został zaprojektowany przez grupę architektów Ze'ev Rechter'a, Moshe Mizrahi i Jaacov Rechter'a. Budowa trwała w latach 1959–1960.

## Budynki sądu
Budynek sądu wybudowano w stylu architektonicznym brutalizmu. Gołe betonowe ściany budynku zintegrowano z geometrycznymi figurami. Przed wejściem umieszczono rzeźby.
Sąd składa się z dwóch budynków, które stoją przy wspólnym placu. Wejścia do budynków znajdują się naprzeciw siebie. Dodatkowe wejścia znajdują się od strony północnej.
- Sąd Rejonowy zajmuje budynek północny, który posiada sześć kondygnacji. Jurysdykcji sądu podlega Dystrykt Tel Awiwu.
- Sąd Magistracki zajmuje budynek południowy, który posiada cztery kondygnacje. Jurysdykcji sądu podlega miasto Tel Awiw.